# Office national de l'eau et des milieux aquatiques
L’Office national de l'eau et des milieux aquatiques (Onema), est un ancien établissement public français de référence, sous tutelle du ministère de l'Écologie, du Développement durable et de l'Énergie, créé par la loi sur l’eau du 30 décembre 2006 pour accompagner la mise en œuvre de la politique publique de l’eau en France comme l’y engage la directive cadre européenne sur l’eau (DCE). Il a été dissous fin 2016 pour devenir l'une des directions de l'Agence française pour la biodiversité (AFB), devenue en 2020 l'Office français de la biodiversité.
Il anime la recherche et le développement en appui à la mise en œuvre des politiques publiques de l’eau ; il coordonne le Système d'information sur l'eau (SIE). Il contribue à la surveillance des milieux aquatiques et au contrôle de leurs usages. Il participe à leur restauration et à la préservation de la biodiversité en apportant son appui technique aux acteurs de la gestion de l’eau, au niveau territorial et de bassin.
L’Onema est présent sur l’ensemble du territoire français ainsi que dans les départements et collectivités d’outre mer au titre de la solidarité de bassin.
Près de 900 personnes se consacrent aux grandes missions de l’Onema, parmi lesquelles 600 techniciens et agents techniques de l'Environnement exercent la police de l'eau, en France métropolitaine et dans les départements et collectivités d’outre-mer. Forts de leur expertise et de leur connaissance du terrain, ingénieurs, techniciens et agents techniques de l'Environnement agissent pour les milieux aquatiques sur l’ensemble du territoire, répartis au siège national, dans les neuf délégations interrégionales et l’ensemble des départements.
Pour ses activités, l'Onema peut s'appuyer sur un conseil scientifique (24 personnes d'entreprises ou instances publiques et privées, dont cinq experts étrangers, experts en hydrologie, écologie / biodiversité, ingénierie, biologie, géographie, technologie, économie, sociologie, écotoxicologie et santé-environnement).
Il travaille en étroite collaboration avec les services déconcentrés de l'État (préfets, directions départementales des territoires et de la mer, DREAL), les Procureurs de la république, les Agences de l'eau, des organismes de recherche (Irstea, BRGM, Ineris, Inra, les collectivités locales...).

## Histoire
En 1941, le Comité central des fédérations départementales de pêche et de pisciculture est créé, avant de devenir en 1948 le Conseil supérieur de la pêche (CSP), puis d'être transformé en établissement public à caractère administratif en 1957.
L'Onema succède au Conseil supérieur de la pêche en vertu de la loi sur l'eau et les milieux aquatiques (de 2006).
Sa direction générale est basée à Vincennes depuis le 6 octobre 2008.
Le 22 juillet 2013, l’Onema a signé son deuxième contrat d’objectifs avec l’État pour les années 2013-2018. Il fixe le cap de l’Onema pour les six prochaines années : un appui technique aux politiques publiques, une activité de police réaffirmée et une priorisation des grands projets sur le système d’information sur l’eau.
La loi du 9 août 2016 pour la reconquête de la biodiversité, de la nature et des paysages prévoit, dans son article 23, que les missions, la situation active et passive et l'ensemble des droits et obligations de "lOffice national de l’eau et des milieux aquatiques"  sont repris par l'Agence française pour la biodiversité, devenue en 2020 l'Office français de la biodiversité. Le transfert est fait à titre gratuit. L'article 32 de la loi prévoit que "jusqu'à l'installation du conseil d'administration de l'Agence pour la biodiversité, et au plus tard un an après la promulgation de la présente loi" (donc jusqu'au 8 août 2016), "un conseil d'administration transitoire, composé des membres des quatre conseils d'administration des organismes qui composent l'Agence française pour la biodiversité" (donc l'Office national de l’eau et des milieux aquatiques) "règle par ses délibérations les affaires de l'établissement". L'ensemble des dispositions entrent en vigueur à la date fixée par le décret en Conseil d'État à venir, pris en application de l'article 21, et au plus tard le 31 décembre 2017.

## Missions
Les missions de l'Office national de l’eau et des milieux aquatiques sont détaillées à l’article R. 213-12-1 du Code de l'environnement
Les 900 agents de l'Onema ont pour mission :
- de mobiliser la recherche publique, soutenir des programmes de recherche et organiser une expertise de haut niveau pour accompagner et évaluer la mise en œuvre des politiques publiques de l’eau ;
- de coordonner le système d’information sur l’eau et participer à l’acquisition des données relatives à l’eau et aux milieux aquatiques, aux activités et aux services associés ;
- de mettre à disposition ces informations auprès des autorités européennes et nationales, des gestionnaires de l’eau ou du grand public ;
- de contribuer au contrôle des usages de l’eau et à la surveillance des milieux aquatiques, participer à la prévention de leur dégradation, à leur restauration et à la préservation de la biodiversité ;
- d'apporter aux acteurs de la gestion de l’eau son appui technique et sa connaissance de terrain.

## Organisation

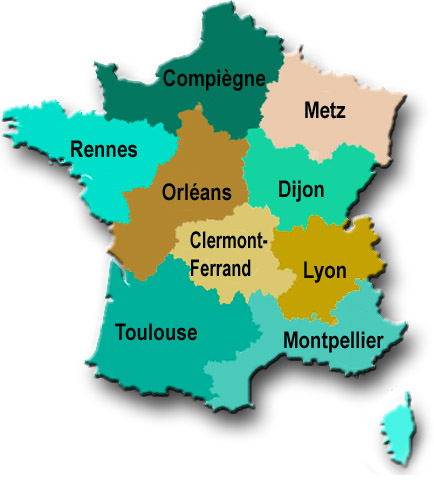
Carte des délégations interrégionales, et des villes des sièges administratifs de ces délégations

L'office est dirigé par une directrice générale (Élisabeth Dupont-Kerlan) qui s'appuie sur trois directions au niveau national :
- un secrétariat général chargé de coordonner les services liés à l’établissement ;
- une direction de l’action scientifique et technique ;
- une direction de l’information sur l’eau ;
- une direction du contrôle des usages et de l’action territoriale.

Au niveau régional
- neuf délégations interrégionales (ingénieurs et techniciens notamment chargés du recueil et traitement de données, d'appuyer les politiques et actions de gestion et restauration de l’eau, l’animation des activités de surveillance des milieux aquatiques (carte ci-contre).

Au niveau départemental
- L'Onema  s'appuie également sur ses services départementaux (SD), composés d'agents techniques et de techniciens de l'Environnement. Les missions de ces personnels de terrain sont plus particulièrement tournées vers la capitalisation de la connaissance des milieux et leurs évolutions ainsi que le contrôle des usages de l’eau et de la nature.

## Le système d'information sur l'eau (SIE)
Depuis la loi sur l’eau du 30 décembre 2006, l’Onema coordonne techniquement le SIE, lui-même encadré par le Schéma national des données sur l’eau (SNDE). L’Onema élabore le plan d’actions national du SNDE, la programmation et le suivi des projets et en rend compte au comité national de l’eau (CNE). Il est responsable et financeur des méthodologies, des référentiels, de la mise en œuvre de banques nationales de données, des outils de traitement des données, de la valorisation, de la diffusion et de la préparation des rapportages pour la Commission européenne.
 Le SIE en quelques chiffres :
- Des millions de données stockées dans une quinzaine de banques de référence, nationales, organisées et mises à jour régulièrement : Ades (eaux souterr nes), Quadrige (eaux littorales), SISPEA (prix et qualité des services publics d’eau et d’assainissement), BDmap (poissons)…,
- D’autres banques de données sont en cours de construction : par exemple BNPE (prélèvement), Naïades (eaux de surface continentales)…
- Des sites web thématiques dédiés : ADES, Quadrige, services, rapportage, Gest’eau, hydro, sandre, glossaire, portail documentaire sur l’eau, zones humides, économie, Images (poissons) et les portails de bassin
- 1202 dispositifs de collecte de données recensés, dont 1047 réseaux de mesures
- Plus de 15 000 producteurs de données : agences et offices de l’eau, Onema, tous les services déconcentrés des ministères de l’écologie, agriculture santé, le BRGM, les laboratoires, collectivités territoriales, industriels, associations environnementales, les fédérations de pêche, Météo-France, IGN…
- 160 laboratoires agréés pour la réalisation d’analyses chimiques et biologiques (par exemple LNE).

Le SNDE, approuvé par un arrêté interministériel en date du 26 juillet 2010, fixe le rôle et les responsabilités de l’ensemble des acteurs à l’intérieur du SIE.
Un rapport annuel sur la mise en œuvre du SNDE et du SIE est présenté chaque année au CNE ( comité national de l’eau ).
Le SIE répond à une obligation de transparence et de mise à disposition de l’information environnementale pour tous (en application de la convention d’Aarhus, de la charte de l’environnement adossée à la Constitution).
Les données sont stockées dans des banques dites de référence, puis mises à disposition sur www.eaufrance.fr ou d’autres sites publics comme www.data.gouv.fr. Les données qui ne sont pas protégées par la loi (données personnelles ou touchant à la sécurité publiques, espèces protégées…) sont publiques et librement diffusées.
Les données du SIE sont à la base du rapportage européen en application des directives. (2010 : rapportage sur les plans de gestion et les programmes de mesures directive cadre sur l’eau – 2012 : rapportage directive nitrates, etc.). Ainsi, le SIE alimente le WISE (système d’information européen).
Le site internet de l'ONEMA propose aux gestionnaires des milieux aquatiques notamment un ensemble divers et varié d'informations relatives à la gestion de ces milieux au travers de plusieurs collections : la collection Comprendre pour agir, Les rencontres de l'ONEMA, Les synthèses eaufrance ou encore Informations techniques.

## Police de l'eau et des milieux aquatiques
Le contrôle du respect de la règlementation issue de la législation communautaire et nationale est une mesure de base du programme de mesures associé au SDAGE, qui complète les mesures financées sur le programme d’intervention des agences de l’eau.

### De la prévention à l’avis technique en appui à la police administrative
Les services territoriaux de l’Onema mènent des actions de prévention auprès des maîtres d’ouvrage et des gestionnaires et donnent des avis techniques aux services de l’État sur l’impact de la construction d’un ouvrage, la réalisation de travaux ou le développement d’une activité sur un cours d’eau et sur l’état des milieux aquatiques.
En s’appuyant sur des référentiels techniques basés sur les dernières avancées scientifiques, ils permettent de fixer des prescriptions techniques sur la base des meilleures techniques disponibles à un coût économique acceptable.

### police de l’eau et des milieux aquatiques
L’Onema veille au respect de la réglementation des usages de l’eau et des milieux aquatiques et constate les infractions éventuelles. Ces contrôles sont effectués dans le cadre d’un plan de contrôle élaboré dans chaque département sous l’autorité du Préfet.

## La recherche et le développement, l'expertise et la formation
Evaluer le bon état chimique et quantitatif de la ressource en eau et le bon état écologique des milieux aquatiques, s’adapter aux effets du changement climatique, évaluer les impacts des activités humaines, détecter des polluants émergents à de très faibles doses et évaluer leurs risques à long terme...
Pour répondre à ces grands défis et fournir les connaissances et les technologies nécessaires, l’Onema participe à l’orientation des priorités de recherche dans le domaine de l’eau, au niveau national et européen, en s’appuyant notamment sur le conseil scientifique national de l’eau et des milieux aquatiques.
Dans le cadre d’une programmation élaborée en coordination étroite avec les agences de l’eau, il contractualise avec les organismes de recherche des projets orientés vers les besoins de soutien scientifique à la mise en œuvre des politiques de l’eau. Il y consacre environ 10 M € par an en moyenne pour les années 2009 à 2012.
L’Onema diffuse aux acteurs de l’eau les méthodes et les techniques issues de la recherche. Il organise régulièrement des séminaires au cours desquels les gestionnaires de l’eau des bassins rencontrent les scientifiques. Il développe des pro- grammes de formation ouverts aux professionnels publics et privés du secteur de l’eau et des milieux aquatiques.
Chiffres clés 
Plus de 300 actions R&D chaque année : avec BRGM, Irstea, Ineris, Inra, Ifremer, MNHN,CNRS, Universités… ; des avancées sur les indicateurs biologiques du bon état des eaux intercalibrés au niveau européen, les procédés innovants validés pour l’épuration des eaux usées…
Ouvrages de référence : collection «comprendre pour agir» (éléments d’hydromorphologie fluviale, éléments de connaissance pour la gestion du transport solide en rivière, évaluer les services écologiques) ; guide de diagnostic de l’efficacité des zones tampons rivulaires ; synthèses sur le changement climatique, les mésocosmes, les instruments économiques, les aires de captages…
Documentation
Site de l’Onema (contaminants et pollutions aquatiques) ; cartographie des compétences françaises en R&D
Portail national de diffusion eaufrance « les documents techniques sur l’eau »  (51000 notices, 145 000 consultations)

## L'appui technique aux politiques de l'eau
Au niveau national, en appui à la Direction de l’eau et de la biodiversité, l’Onema contribue à l’élaboration des stratégies de gestion des milieux aquatiques et à la mise en œuvre de plans d’action nationaux (micropolluants, médicaments, changement climatique, continuité écologique, poissons migrateurs, etc.).
Les services territoriaux contribuent à une meilleure prise en compte des enjeux écologiques dans les documents de planification et de programmation des politiques de l’eau (SDAGE, SAGE, programmes de mesures, plans grands fleuves, etc.), en particulier en apportant leur compétence technique en matière de biologie, d’hydromorphologie, d’évaluation de la continuité et de zones humides. Ils apportent ainsi leur concours au secrétariat technique de bassin. Les actions sont coordonnées avec celles des agences de l’eau dans le cadre de conventions de coopération.
L’Onema publie des recueils capitalisant les retours d’expériences au niveau national et diffuse des informations techniques sur l’intérêt de restaurer les milieux aquatiques dans l’objectif d’atteindre le bon état des eaux en 2015. Il organise des séminaires, colloques ou journées techniques pour partager les expériences entre les bassins et entre les acteurs (services de l’État, agences de l’eau, élus, techniciens de rivière, animateurs de SAGE, usagers, etc.).

## Budget de l'Onema et rapport de la Cour des Comptes
En 2012, le budget exécuté de l'Onema s'élève à 122 millions d'euros, dont 44,6 % pour les charges de personnel, 40,3 % pour les interventions, 11,5 % pour le fonctionnement et 3,6 % pour les investissements.
Il fait l'objet d'un contrôle de la Cour des comptes concernant les années 2007 à 2011 dont les conclusions ont été diffusées dans son rapport public annuel le 12 février 2013. La Cour des Comptes y relève l’inadéquation entre les moyens humains et les missions de l’Onema, centrales pour la politique publique de l’eau, et ce dès la création de l’établissement en 2007, entrainant des dysfonctionnements en matière de gestion administrative et financière,. Ce rapport critique très sévèrement la gestion de l'Onema. Il condamne notamment une « absence de fiabilité des comptes », « une gestion des systèmes d'information défaillante », « des sous-traitances non déclarées ».
L'Onema a pris en compte les recommandations de la Cour dans son contrat d'objectifs 2013-2018. Depuis 2010, il a progressivement régularisé des pratiques héritées du passé pour améliorer le pilotage et la gestion de son activité . Ainsi en matière de gestion financière et de contrôle de gestion, l'Onema poursuit la mise en place des procédures de contrôle interne comptable et financier et la maîtrise de l'ensemble de la chaîne des dépenses. Une attention particulière est également portée aux processus de la commande publique avec un rôle accru du contrôleur financier. Par ailleurs, un décret réformant la présidence du conseil d'administration est en préparation.
Concernant les ressources humaines, l'Onema s'est mis en conformité en 2012, dans la limite de ses attributions, avec l'essentiel des textes réglementaires portant sur les régimes de primes de ses agents et les vacations d'enseignement. Répondre aux défaillances énoncées par la Cour des Comptes concernant l'adéquation des moyens humains aux missions est essentiel pour l'établissement. L'évolution du statut des personnels pour permettre à l’Onema de recruter les compétences et l’expertise dont il a besoin figure à l’agenda social du Ministre chargé de l’écologie. La question des statuts est d'ailleurs un point crucial pour la création de la future Agence française pour la biodiversité[réf. nécessaire].
La ministre de l'écologie, Delphine Batho, a défendu la gestion de l'Onema et expliqué les manquements pour ce qui concerne les passation des marchés dans la volonté d'appliquer la réglementation européenne
L'établissement fait également l'objet d'une plainte déposée en juillet 2012 au parquet de Créteil par le Syndicat national de l'environnement (SNE-FSU). Celui-ci a été alerté par des agents de l'Onema de l'existence de graves irrégularités de fonctionnement. Les agents concernés ont remis des documents établissant de manière précise des fraudes dans la passation et l'exécution des marchés publics (fausses factures, délits de favoritisme, faux et usages de faux). Ils indiquent qu'il leur est demandé « de plus en plus fréquemment de faire des actes ou des contrats illégaux », dénoncent des « pratiques managériales brutales » et un « climat de terreur ».
Quinze jours après l'entretien accordé à une dizaine de salariés par Delphine Batho, Patrick Lavarde, directeur général de l'Onema depuis sa création, en 2007, est démis de ses fonctions et remplacé par Élisabeth Dupont-Kerlan.